# Mount Howard
Mount Howard är ett berg i Antarktis. Det ligger i Östantarktis. Nya Zeeland gör anspråk på området. Toppen på Mount Howard är 1 460 meter över havet.
Terrängen runt Mount Howard är kuperad åt sydost, men åt nordväst är den platt. Trakten är obefolkad. Det finns inga samhällen i närheten.